# Viktor Fischer (bryder)
Viktor Fischer (født 9. oktober 1892 i Graz, død 1977 samemsteds) var en østrigsk bryder.

## Sportsresultater
Viktor Fischer blev nummer 1 ved verdensmesterskabet i brydning i 1920 i græsk-romersk stil i mellemvægt (op til 75 kg).
Han deltog som 19-årig i de olympiske lege i 1912 i Stockholm i brydning i græsk-romersk stil i letvægt (op til 67,5 kg) hvor han tabte i 4. runde til den senere sølvmedaljevinder, Gustaf Malmström fra Sverige. Han deltog igen i de olympiske lege i 1924 i Paris i brydning i græsk-romersk stil i mellemvægt (op til 75 kg) hvor han opnåede en delt 5. plads.
Viktor Fischer blev nummer 3 ved de uofficielle europæiske mesterskaber i 1912 i 70 kg-klassen i græsk-romersk stil,  og igen nummer 3 ved de uofficielle europæiske mesterskaber i 1913 i 67,5 kg-klassen i græsk-romersk stil.
Han var østrigsk mester i 1912, 1919 og 1924, samt tysk mester i 1923. Han vandt desuden ved de tyske kamplege (Deutsche Kampfspiele) i 1922 og 1926.

## Bopæl
Viktor Fischer flyttede fra Østrig til Köln i Tyskland i 1921, og i 1929 flyttede han til Paraguay. Efter kun 1 år vendte han i 1930 tilbage til Wien i Østrig.